# (208351) Sielmann
(208351) Sielmann est un astéroïde de la ceinture principale.

## Description
(208351) Sielmann est un astéroïde de la ceinture principale. Il fut découvert le 8 septembre 2001 à Drebach par André Knöfel. Il présente une orbite caractérisée par un demi-grand axe de 3,15 UA, une excentricité de 0,19 et une inclinaison de 25,3° par rapport à l'écliptique.

## Compléments